# Administrativna podjela Crne Gore
Upravna podjela Crne Gore je upravno-prostorna razdioba države Crne Gore, kako je postojala tijekom stoljeća.
Crna Gora je ustrojena po općinama, crnog. opština, bez hijerarhijski viših prostornih jedinica. Danas postoje 24 općine:
| Andrijevica  | Bar      | Berane      |
| Bijelo Polje | Budva    | Cetinje     |
| Danilovgrad  | Gusinje  | Herceg Novi |
| Kolašin      | Kotor    | Mojkovac    |
| Nikšić       | Petnjica | Plav        |
| Plužine      | Pljevlja | Podgorica   |
| Rožaje       | Šavnik   | Tivat       |
| Tuzi         | Ulcinj   | Žabljak     |

Najmlađa općina je Petnjica, ponovo ustrojena u svibnju 2013. godine (nakon što je bila ukinuta 1957.).

## Kotarevi
U Narodnoj Republici Crnoj Gori opstojali su kotarevi, crnog. srez.
Imali su sjedišta na Cetinju, Ivangradu (danas Berane), u Nikšiću, Pljevljima i Titogradu (danas Podgorica).
Kotarevi su ukinuti Zakonom o osnovama društvenog i političkog uređenja Narodne Republike Crne Gore od 22. srpnja 1957., i prestali postojati 1. siječnja 1958. godine.

## Povijest ustroja
Za Kraljevstva Crne Gore je opstojalo 10 oblasti i 56 kapetanija (1910.).
Do 1921. opstojali su i okruzi, kao niži dijelovi razdiobe.
Početkom Drugoga svjetskog rata na područjima pod nadzorom Zemaljskog antifašističkog vijeća narodnog oslobođenja Crne Gore i Boke i partizana opstojalo je i oko 20 seoskih te 15 općinskih narodnooslobodilačkih odbora (NOO), koji su radili u tajnosti. Građanske sporove rješavali su u prvome stupnju seoski NOO-i, a njihova je odluka bila izvršna ako vrijednost spora nije prjelazila 3000 talijanskih lira. Izvršna tijela NOO-a su bila pretežno sačinjena od članova Komunističke partije Jugoslavije, koja se u to doba zalagala za uspostavu Crne Gore kao suverene federalne države u sklopu „nove“ Demokratske Federativne Jugoslavije.
U Beranama je 21. srpnja 1941. osnovan prvi narodnooslobodilački odbor u Novoj Jugoslaviji i Crnoj Gori. Prvi predsjednik odbora je bio protojerej Aleksandar Bojović.
Početkom travnja 1944. u Crnoj Gori opstoje 11 kotarskih, 50 općinskih i nekoliko stotina seoskih NOO, a opstojalo je još i nekoliko kotarskih te općinskih NOO koji su u ilegali djelovali na zaposjednutomu području.
Nakon rata opstojali su mjesni, općinski i kotarski NOO-i. Broj općinskih i kotarskih NOO-a se temeljem Zakona o područjima srezova i opština u NR Crnoj Gori (»Službeni list NR Crne Gore«, br. 16 od 9. srpnja 1955.) smanjivao do prestanka rada kotareva (1. siječnja 1958.), dok se mjesni NOO-i preoblikuju u mjesne zajednice i njihov se broj povećava.